# Wang Tianpu
Wang Tianpu (chinesisch 王天普, Pinyin Wáng Tiānpǔ; * 1962 in Changyue) ist ein chinesischer Manager.

## Leben
Wang studierte Chemieingenieurswesen an der Universität für Wissenschaft und Technik Qingdao und an der Technischen Universität Dalian. Wang ist seit 1983 Mitarbeiter im chinesischen Unternehmen Sinopec. Von 2011 bis 2015 war er CEO von Sinopec. Tianpu ist verheiratet.
Seit dem 27. März 2015 ermittelt die Zentralkommission für Disziplinarinspektion wegen Korruption gegen ihn.